# جان ماري ديفيد
جان ماري ديفيد (بالفرنسية: Jean-Marie David)‏ (13 يناير 1982 رين فرنسا - ) هو لاعب كرة قدم فرنسي، يلعب كلاعب وسط، لعب 117 مباراة وسجل 27 هدف.

## مسيرته

### مسيرته مع الأندية
- 1999 - 2001 لعب مع ستاد رين 11 مباراة سجل خلالها هدف.
- 2001 - 2003 لعب مع نادي لوريان مباراتين.
- 2006 - 2008 لعب مع نادي باريس 56 مباراة سجل خلالها 17 هدف.
- 2008 - 2009 لعب مع نادي غويونيون 22 مباراة سجل خلالها 5 أهداف.
- 2009 - 2010 لعب مع نادي روان 26 مباراة سجل خلالها 4 أهداف.